# Mara Carfagna
Maria Rosaria (Mara) Carfagna (ur. 18 grudnia 1975 w Salerno) – włoska polityk i prezenterka telewizyjna, parlamentarzystka, w latach 2008–2011 i 2021–2022 minister.

## Życiorys
Ukończyła szkołę średnią w Salerno, w międzyczasie uczyła się dodatkowo aktorstwa i gry na fortepianie. W 1997 zgłosiła się do konkursu piękności Miss Włoch, w którym zajęła szóste miejsce. W 2001 obroniła z wyróżnieniem pracę magisterską poświęconą prawu do informacji na wydziale prawa Uniwersytetu w Salerno.
Później zaczęła pracę prezenterki w stacji telewizyjnej należącej do koncernu Mediaset, kontrolowanego przez Silvia Berlusconiego. Współprowadziła programy La Domenica nel Villaggio (w latach 2002–2006) oraz Piazza Grande (w 2006). W 2004 została koordynatorką ruchu kobiecego przy Forza Italia w regionie Kampania. W 2006, 2008, 2013 i 2018 uzyskiwała mandat posłanki do Izby Deputowanych XV, XVI, XVII i XVIII kadencji z ramienia FI, Ludu Wolności i reaktywowanej partii Forza Italia.
8 maja 2008 objęła stanowisko ministra ds. równego statusu kobiet i mężczyzn w czwartym rządzie Silvia Berlusconiego, funkcję tę pełniła do 16 listopada 2011. Przez dzienniki: włoski „il Giornale” i niemiecki „Bild” została ogłoszona najpiękniejszą minister na świecie.
13 lutego 2021 została ministrem ds. regionów południowych i spójności terytorialnej w gabinecie Maria Draghiego. W lipcu 2022 opuściła FI, krytykując działania tej partii w trakcie kryzysu rządowego. Dołączyła następnie do ugrupowania Azione Carla Calendy. W tym samym roku z ramienia koalicji ugrupowań centrowych utrzymała mandat deputowanej na kolejną kadencję. W październiku 2022 zakończyła pełnienie funkcji rządowej.